# Turning Point (Masami Okui)
Turning Point è un brano musicale di Masami Okui scritto da Yabuki Toshiro e dalla stessa Okui, e pubblicato come singolo il 21 luglio 2000 dalla Starchild. Il singolo è arrivato alla quarantasettesima posizione nella classifica settimanale Oricon dei singoli più venduti, rimanendo in classifica per due settimane e vendendo 8 600 copie. Si tratta del secondo singolo della Okui a non essere in qualche modo collegato ad un anime.

## Tracce
CD singolo KICS-817
1. TURNING POINT
2. CHAOS
3. TURNING POINT (instrumental)
4. CHAOS (instrumental)
5. CUTIE (Kenji Kitajima remix)

## Classifiche
| Classifica (2000)                        | Posizione più alta |
| ---------------------------------------- | ------------------ |
| Giappone (Classifica settimanale Oricon) | 47                 |